# Liu Zhongqing
Liu Zhongqing (刘忠庆S, Liú ZhōngqìngP; Daqing, 10 novembre 1985) è uno sciatore freestyle cinese, specializzato nei salti. Ha vinto una medaglia di bronzo alle Olimpiadi di Vancouver 2010.

## Biografia
Ha esordito in Coppa del Mondo il 15 febbraio 2004 a Harbin, in Cina, piazzandosi 15º nei salti. Ha ottenutao il primo podio il 30 gennaio 2009 a Deer Valley (2º) e la prima vittoria il 15 dicembre 2013 a Beida Lake.
In carriera ha partecipato a tre edizioni dei Giochi olimpici invernali, Torino 2006 (18º nei salti), Vancouver 2010 (3º nei salti) e Soči 2014 (21º nei salti), e a tre dei Campionati mondiali (4º a Voss-Myrkdalen 2013 il miglior risultato).

## Palmarès

### Olimpiadi
- 1 medaglia:
  - 1 bronzo (salti a Vancouver 2010)

### Universiadi
- 1 medaglia:
  - 1 argento (salti a Harbin 2009)

### Giochi asiatici
- 2 medaglie:
  - 1 argento (salti a Astana-Almaty 2011)
  - 1 bronzo (salti a Changchun 2007)

### Coppa del Mondo
- Miglior piazzamento in Coppa del Mondo: 4º nel 2014
- Vincitore della Coppa del Mondo di salti nel 2014
- 8 podi:
  - 2 vittorie
  - 5 secondi posti
  - 1 terzo posto

#### Coppa del Mondo - vittorie
| Data             | Luogo          | Paese  | Disciplina |
| ---------------- | -------------- | ------ | ---------- |
| 15 dicembre 2013 | Beida Lake     | Cina   | AE         |
| 14 gennaio 2014  | Val Saint-Côme | Canada | AE         |

Legenda:

AE = salti

### Campionati cinesi
- 1 medaglia[2]:
  - 1 argento (salti nel 2003)